# Culture du Suriname

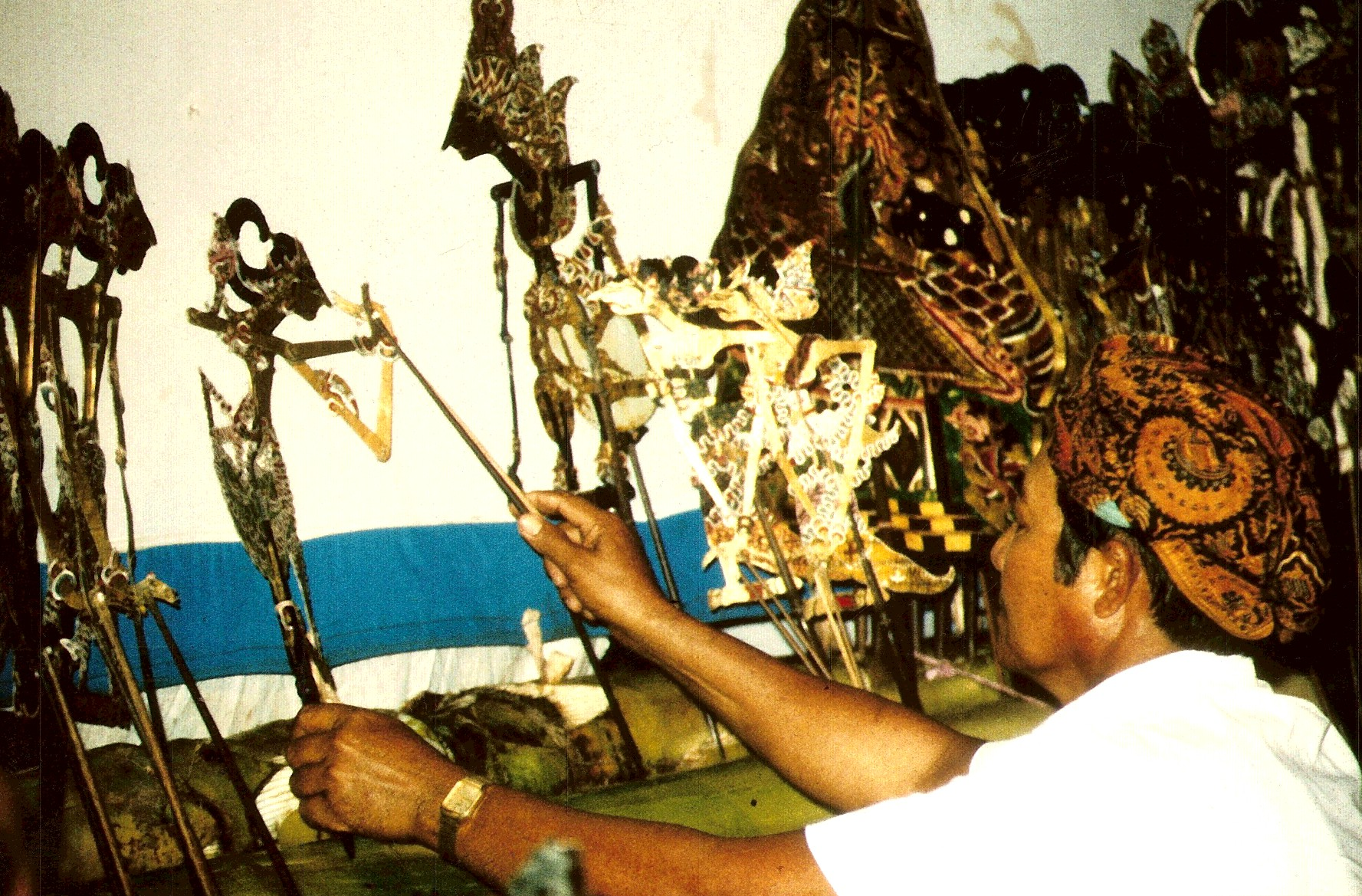
Spectacle de théâtre d'ombres javanais wayang kulit au Suriname

La culture du Suriname est très diversifiée et dynamique et a de fortes influences asiatiques, africaines et européennes. De plus, le Suriname étant une ancienne colonie des Pays-Bas, il entretient des liens culturels étroits avec ce pays. La population est composée de l'apport de personnes originaires des Pays-Bas, d'Inde, d'Afrique, de Chine et d' Indonésie ainsi que des peuples autochtones qui vivaient dans la région avant l'arrivée des colonisateurs européens. 90% des habitants du Suriname ont des ancêtres qui viennent d'autres pays et régions.

## Langues et peuples
Les locuteurs des langues de ce pays se partagent entre une quinzaine de langues dont les plus importantes sont le créole surinamien à base d'anglais (120 000) appelé aussi sranan tongo, l'hindi appelé « sarnami hondi » ou hindoustani (150 000), le javanais appelé « surinamien javanais » (60 000), le créole guyanais (50 000), quelques langues amérindiennes dont le ndjuka ou aukaans (25 000), ou marronnes dont le créole saramaccan (23 000), mais aussi le chinois hakka (6 000), le néerlandais (1 000), etc.
Plus de 120 000 locuteurs parlent le créole surinamien ou sranan tongo comme langue seconde et 100 000, le néerlandais.
- Groupes ethniques au Suriname
- Langues au Suriname, Langues du Suriname

## Tradition

### Religion
- Religion au Suriname (en) : christianisme (48,4%), hindouisme (22,3%)
- Islam au Suriname
- Histoire des Juifs au Suriname, Jodensavanne
- Néoprotestantisme (pentecôtisme, etc.)
- John da Silva da Silva Araujo Araujo, Brasyonkerki : les églises de Brésiliens au Suriname (thèse, 2016)[1]

### Croyances
- Soucougnan, Soucouyant ou Asema, équivalent de Lougarou
- Obeah, sorcellerie surtout en milieu marron, avec sortilèges wisi
- "wisi", sorcellerie, pratiquée par un "wisiman"
- Baclou, créature légendaire créole (Guyanes), responsable d'une forme de possession

## Société
- Pangi, marrons
- Femmes au Suriname (en)
- Liste de Surinamiens célèbres (en)
- Trafic d'êtres humains au Suriname (en)
- Prostitution au Suriname
- Drogue en Guyane : stupéfiant, amphétamines, cocaïne, héroine, kali...
- Cannabis au Suriname (en)
- Rituels funéraires au Suriname (es)
- Ketikoti, fête commémorant l'abolition de l'esclavage
- tchiper, technique sonore de désapprobation

## Arts de la table
- Plats : Kasiri, Pom, Roti, Sambal
- Surinaamse Brouwerij (en), brasserie qui produit la bière Parbo

## Sport
- Adji-boto, jeu traditionnel des populations du fleuve Saramacca, proche de l'awalé

## Média
- Liste de journaux au Suriname (en)
- Liste de chaînes de télévision au Suriname (nl)
  - Algemene Televisie Verzorging
- Télécommunications au Suriname (en)
  - Internet au Suriname : .sr

## Éducation et recherche
- Royal Netherlands Institute of Southeast Asian and Caribbean Studies (en) (1851, KITLV)[2]
- Université du Suriname Anton-de-Kom (1983)
- Instituut ter Bevordering van de Surinamistiek (nl) (IBS)

## Littérature
- Littérature du Suriname (nl)
- Écrivains surinamiens, Liste d'écrivains surinamiens (nl)
- voir Michiel van Kempen, Une littérature créolisée : les lettres du Surinam, ancienne colonie des Pays-Bas, article, 2003
- Encyclopédie du Suriname (nl) (1977)
- Dramaturges : Thea Doelwijt, Eugène Drenthe, Chitra Gajadin, Astrid Roemer
- Oronoko (1688), Candide (1759)
- Astrid Roemer

## Artisanat
- Céramistes : Jules Chin A Foeng, Ro Heilbron, Soeki Irodikromo, Rini Shtiam
- Orfèvre(s) : Reinier Chin a Loi (1920-1976)
- kotomisi (en) ou koto, vêtement traditionnel des femmes créoles au Suriname

## Arts visuels
- Artistes réputés : Leo Glans (1911-1980), Soeki Irodikromo (1945-), Stuart Robles de Medina (1930-2006), Gerrit Schouten (1779-1839), Erwin de Vries (1929-)
- Dessinateurs : Anand Binda, Jules Chin A Foeng, Ruben Karsters, Iléne Themen, Paul Woei
- Peintres : Reinier Asmoredjo, Anand Binda, Jules Chin A Foeng, Ron Flu, Rudi Getrouw, Leo Glans, Ed Hart, Nola Hatterman, Ro Heilbron, Soeki Irodikromo, Remy Jungerman, Ruben Karsters, Rinaldo Klas, John Lie A Fo, Guillaume Lo A Njoe, Obentiye, Stuart Robles de Medina, George Gerhardus Theodorus Rustwijk, George Struikelblok, Iléne Themen, Evita Tjon A Ten, Wilgo Vijfhoven, Willem Eduard Herman Winkels, Paul Woei, Dorothee Wong Loi Sing
- Sculpteurs : Jules Chin A Foeng, Stuart Robles de Medina, Paul Woei
- Photographes : Augusta Curiel, Raúl Neijhorst, George Gerhardus Theodorus Rustwijk, Paul Woei

## Arts de scène

### Musique
Le pays est connu pour sa musique kaseko et pour sa tradition indo-caribéenne.  Il s'agit d'une fusion musicale de nombreux styles populaires et folkloriques issus d'Afrique, d'Europe et d'Amérique. Elle s'est développé dans les années 1900. Elle est liée à d'autres styles locaux comme kawina; comme eux, ils utilisent l'expression et le style de contrafrase accompagné de rythmes complexes. Les instruments comprennent des tambour, du saxophone, de la trompette et du trombone.
Kaseko a d'abord évolué à partir de Bigi Poku, qui était un style des années 1930 exécuté en les festivals, fortement influencé par le jazz Dixieland. Plus tard, le calypso, la samba, le rock 'n' roll et d'autres styles ont laissé une influence. Dans les années 1970, les expatriés surinamais, vivant aux Pays-Bas, popularisent le kaseko.
- Musique du Suriname (en)
- Compositeurs : Albert Helman, Johannes Nicolaas Helstone, Eddy Snijders, Herman Snijders, Surianto, Giorgio Tuinfort
- Musiciens : Clarence Breeveld, Dyna (dj), Albert Helman, Noeki André Mosis, Lodewijk Parisius, Eddy Veldman, Stephen Westmaas, Max Woiski sr.

### Cinéma
- Liste de films caribéens
- Films du Suriname : Faja Lobbi, Hoe duur was de suiker, Paramaribo Papers, Wan Pipel
- Réalisateurs : Rabin Baldewsingh, Glenn Durfort, Benny Ooft, Arie Verkuijl

## Tourisme
- Centre historique de Paramaribo (es)
- Réserve naturelle du Suriname central
- Villes du Suriname
- Conseils aux voyageurs. Information actualisée de France-Diplomatie[3]

## Patrimoine

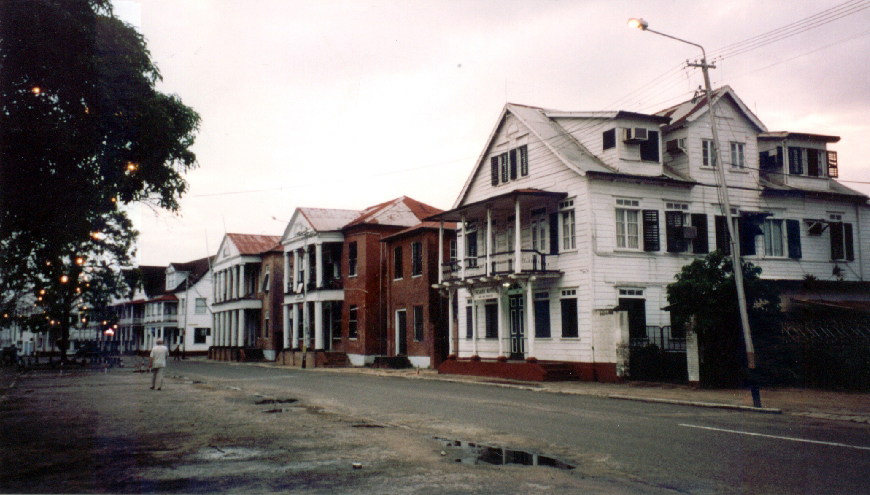
Centre historique de Paramaribo

### Musées
- Maritime Museum of the MAS
- Numismatic Museum of the Central Bank
- Surinaams Museum

### Liste du Patrimoine mondial
Le programme Patrimoine mondial (UNESCO, 1971) a inscrit dans sa liste du Patrimoine mondial (au 17/01/2016) : Liste du patrimoine mondial au Suriname.

### Registre international Mémoire du monde
Le programme Mémoire du monde (UNESCO, 1992) a inscrit dans son registre international Mémoire du monde (au 17/01/2016) :
- 2011 : Patrimoine documentaire d'ouvriers indiens sous contrat (Fidji, Guyane, Suriname, Trinité-et-Tobago)[4],
- 2011 : Archives de la Compagnie néerlandaise des Indes Occidentales (Westindische Compagnie) (Pays-Bas, Brésil, Ghana, Guyana, Antilles néerlandaises, Suriname, Royaume-Uni, États-Unis d'Amérique)[5].